# Savage Islands
Savage Islands, anche noto con il titolo per il mercato statunitense Nate and Hayes, è un film del 1983 diretto da Ferdinand Fairfax, al suo esordio alla regia di un lungometraggio per il cinema, interpretato da Tommy Lee Jones.

## Trama
Pacifico meridionale, fine '800. "Bully" Hayes, bucaniere dal cuore d'oro che, pur senza aver mai issato il Jolly Roger, ha dalla sua un numero di contrabbandi e uccisioni, ma si è sempre rifiutato di prendere parte alla tratta locale degli schiavi, viene arrestato dalla Corona spagnola dopo essere stato colto in flagrante mentre cercava di vendere armi da fuoco agli indigeni. In attesa dell'impiccagione, racconta la sua ultima impresa a un avvocato.
Incaricato di scortare dal New England il giovane Nathaniel "Nate" Williamson, figlio di una coppia di missionari in un'isola del Pacifico, e la sua promessa sposa Sophie, a bordo della sua amata nave Rona, Hayes si scontra subito con Nate, che non sopporta le spregiudicate avances dell'uomo verso Sophie, la quale invece sembra indulgervi, pur conservando intatti i sentimenti verso il fidanzato, forse perché confusa dalla prospettiva delle nozze imminenti. 
La natura della missione della Rona cambia quando, prima del matrimonio, dei pirati razziano la missione dei coniugi Williamson, massacrando tutti e rapendo Sophie. Nate e Hayes mettono temporaneamente da parte le loro divergenze per dare la caccia ai rapitori, capitanati da Ben Pease, schiavista senza scrupoli ed ex socio d'affari di Hayes.
Insieme scoprono che Ben lavora per conto dei tedeschi, segretamente alla ricerca di nuove colonie nel Pacifico ai danni di inglesi e spagnoli, e che Sophie sta per venire usata come moneta di scambio nel loro acquisto di un'isola da una tribù di indigeni cannibali, che la sacrificheranno al loro Dio. Nate e Hayes dovranno quindi affrontare e sconfiggere tutti e tre i nemici, e, più tardi, il patibolo.

## Accuratezza storica
I personaggi di Hayes e Ben sono liberamente ispirati alle figure realmente esistite di William Henry "Bully" Hayes e di Ben Pease, due bucanieri del Pacifico del XIX secolo famigerati nelle cronache dell'epoca per il loro coinvolgimento nel cosiddetto blackbirding, l'atto di schiavizzare gli isolani del Pacifico con l'inganno: il film rimuove però ogni riferimento allo schiavismo nel caso di Hayes, mantenendone solo gli aspetti coloriti, rendendo invece il secondo, il cattivo della pellicola, nelle parole del suo interprete Max Phipps: «uno psicopatico senza alcuna qualità positiva».

## Produzione
Le riprese si sono svolte nel 1982 alle Figi e in Nuova Zelanda, a Rotorua e nella baia delle Isole. Il budget è stato di 7,5 milioni di dollari neozelandesi, un investimento molto oneroso e privo di precedenti nel cinema neozelandese o australiano dell'epoca, reso possibile da un accordo dei produttori Lloyd Phillips e Rob Whitehouse con la major americana Paramount, offertasi di distribuire il film in 1200 cinema negli Stati Uniti, ripagando in cambio la produzione di gran parte dei costi. Phillips era noto per aver prodotto The Dollar Bottom, la cui vittoria dell'Oscar al miglior cortometraggio 1981 lo aveva reso il primo neozelandese a venire premiato dall'Academy.
La sceneggiatura è stata oggetto di revisioni, accreditate, da parte di John Hughes, all'epoca sotto contratto alla Paramount come script doctor.

## Accoglienza

### Incassi
Il film è stato un flop, incassando circa 2 milioni di dollari al botteghino statunitense.

### Critica
Il film è stato stroncato dalla critica, spesso con paragoni negativi col semi-coevo I predatori dell'arca perduta, che anch'esso prometteva un ritorno al cinema d'avventura classico. Roger Ebert del Chicago Sun-Times gli ha assegnato un punteggio pari a una stella su cinque, definendo "imperscrutabili" le ragioni della sua realizzazione e il risultato «un pasticcio chiassoso, confuso e inutile che pare incapace di decidersi se essere una farsa o un'avventura». Vincent Canby del New York Times, pur lodando la presenza scenica di Tommy Lee Jones, Michael O'Keefe e Jenny Seagrove, ne ha criticato il «virare su effetti comici [...] fuori luogo», imputandolo alla permissibilità del regista esordiente Ferdinand Fairfax nel dirigere gli attori, e inconsistenze nelle sequenze d'azione o nella scelta delle location, definendolo un film «per niente divertente» e dunque «fallimentare nell'essere quel film di pirati brioso e rocambolesco che tutti noi ci ricordiamo di aver visto da piccoli e di cui non se ne fanno più». Inoltre, Canby si è indignato in particolar modo con la noncuranza con cui il film, «altrimenti puramente adolescenziale» e giudicato "PG" dall'MPAA, mostrava scene di violenza esplicita come l'impalamento di un personaggio, arrivando a scrivere un editoriale sul New York Times dove sosteneva che Savage Islands meritasse una certificazione MPAA di tipo "R" (ossia vietato ai minori di 17 anni non accompagnati) tanto quanto il più controverso Scarface.

## Impatto
Secondo il tecnico degli effetti speciali della Weta Workshop, costumista e truccatore cinque volte premio Oscar Richard Taylor, il film, per quanto di scarso successo all'uscita, ha avuto un impatto cruciale sullo sviluppo dell'industria cinematografica neozelandese, che sarebbe esplosa sulla scena internazionale pochi anni più tardi, lanciando tra le varie cose la carriera di molte maestranze locali, come ad esempio Lee Tamahori (1º aiuto regista di seconda unità), Stuart Dryburgh (assistente del caposquadra elettricisti) e Dan Hennah (art director).